# Erica caffrorum
Erica caffrorum är en ljungväxtart som beskrevs av Harry Bolus. Erica caffrorum ingår i släktet klockljungssläktet, och familjen ljungväxter.

## Underarter
Arten delas in i följande underarter:
- E. c. aristula
- E. c. glomerata
- E. c. luxurians